# 本郷浩二
本郷 浩二（ほんごう こうじ、1960年〈昭和35年〉3月24日 - ）は、日本の農水官僚。林野庁長官。

## 来歴
1960年、石川県金沢市生まれ。
1978年3月、金沢大学附属高等学校卒業
1982年に京都大学農学部林学科を卒業し、林野庁に入庁。入庁後、青森営林局管内で造林や森林経営業務に従事したのち、3年間マレーシア・サバ州に派遣。帰国後、熊本営林局管内や福井県などで国有林野事業や民有林行政に携わった。
2013年7月、林野庁森林整備部長に就任。
2016年8月、林野庁国有林野部長に就任。
2018年7月、林野庁次長に就任。
2019年7月、林野庁長官に就任。
2021年7月1日、退職。同年全国木材組合連合会副会長。
2022年、新電力開発特別顧問。

## 経歴
- 1982年3月 京都大学農学部林学科卒業
- 1982年4月 農林水産省入省（上級甲・林学）[8]、林野庁林政部林政課[9]
- 青森営林局
- 1991年8月 林野庁林政部森林組合課森林管理企画官
- 1992年8月 小林営林署長
- 1994年8月 熊本営林局企画調整室長
- 1996年8月 林野庁業務部経営企画課課長補佐（事務管理班担当）
- 1999年3月 林野庁国有林野部経営企画課課長補佐（経営改善第2班担当）
- 2000年8月 福井県農林水産部林政課長
- 2003年4月 林野庁林政部経営課課長補佐（総括）
- 2005年4月 林野庁森林整備部計画課首席森林計画官
- 2007年4月 林野庁国有林野部経営企画課企画官（総合調整担当）
- 2009年4月 林野庁国有林野部業務課長
- 2009年10月 林野庁国有林野部経営企画課長
- 2010年7月 林野庁森林整備部計画課長
- 2013年7月 林野庁森林整備部長
- 2016年8月 林野庁国有林野部長
- 2018年7月 林野庁次長
- 2019年7月 林野庁長官
- 2021年7月 退職
- 2021年11月 全国木材組合連合会副会長[6]
- 2022年1月 新電力開発特別顧問[7]